# Libertas Brindisi 1961-1962
La Libertas Brindisi 1961-1962, prende parte al campionato italiano di Serie A, girone A a 11 squadre. Chiude la stagione regolare al quarto posto con 13V e 7P, 1232 punti segnati e 976 subiti.

## Storia & Roster
Gianni Donativi raggiunge Aldo Vonghia e Peppino Todisco al Vasco Monopoli. Vittorio Sangiorgio si trasferisce alla Pallacanestro Bari anche per questioni logistiche visto che, essendo anche un ottimo decatleta, faceva parte delle Fiamme Oro di Bari e infine le uscite si concludono con Napolitano che passa al Basket Brindisi e Nicola Primaverili impegnato con il servizio militare. Dalla U.G. Goriziana viene prelevato il pivot Buiat, uno dei primi giocatori non brindisini a giocare nella Libertas. Contro la Ricciardi Taranto il 12 novembre 1961, viene inaugurata la Palestra Coni di Via Ruta, costruita grazie ai finanziamenti per le Olimpiadi di Roma '60 e capace di contenere oltre 1.200 spettatori  sarà la nuova sede di gioco della Libertas Brindisi. Ettore Quarta sarà il miglior marcatore in squadra con 241 p. in 18 p., seguito dal giovane Claudio Calderari con 203 p.
| Libertas Brindisi 1961/1962 | Libertas Brindisi 1961/1962 |
| Giocatori                   | Staff tecnico               |
| --------------------------- | --------------------------- |

| N. | Naz.              | Ruolo | Nome              | Anno | Alt.   | Peso |  |
| -- | ----------------- | ----- | ----------------- | ---- | ------ | ---- |  |
| 4  | Italia (bandiera) | G     | Ettore Quarta     | 1939 |        |      |  |
| 6  | Italia (bandiera) | G     | Franco Musci      |      |        |      |  |
| 7  | Italia (bandiera) | A     | Giuseppe Giuri    | 1942 |        |      |  |
| 8  | Italia (bandiera) | A     | Vincenzo Giuri    | 1943 | 181 cm |      |  |
| 9  | Italia (bandiera) | G     | Claudio Calderari | 1944 | 182 cm |      |  |
| 11 | Italia (bandiera) | G     | Mario Pennetta    |      |        |      |  |
| 12 | Italia (bandiera) | C     | Modesto Aversa    | 1942 | 195 cm |      |  |
| 13 | Italia (bandiera) | G     | Libero Salvemini  | 1944 |        |      |  |
| 14 | Italia (bandiera) | A     | Elio Pentassuglia | 1932 |        |      |  |
| 15 | Italia (bandiera) | C     | Nicola Calavita   | 1943 | 200 cm |      |  |
|    | Italia (bandiera) | A     | Antonio Melone    | 1937 |        |      |  |
|    | Italia (bandiera) | G     | Antonio Guadalupi |      |        |      |  |
|    | Italia (bandiera) | G     | Gianvito Monaco   | 1946 |        |      |  |
|    | Italia (bandiera) | P     | Cosimo Marra      | 1946 |        |      |  |
|    | Italia (bandiera) | C     | Buiat             |      |        |      |  |

| Allenatore             |
| - Elio Pentassuglia    |
| Assistente/i           |
| Legenda - (C) Capitano |

## Risultati
| Arbitri: | Gatto (Livorno) Mei (Pimobino) |

|                          |       |                             |
| Napolitano 14, D'Anna 12 | Punti | Calderari 8, Pentassuglia 8 |

| Arbitri: | Martorelli (Teramo) Rastelli (Teramo) |

|                                         |       |         |
| Quarta 22, Pentassuglia 13, Giuri G. 11 | Punti | Bino 25 |

| Arbitri: | Chimienti (Livorno) Luporini (Pisa) |

|                                      |       |                          |
| Ancori 16, Milanese 12, De Stefano 8 | Punti | Calderari 18, Giuri G. 9 |

| Arbitri: | Zunnino (Roma) Castagnoli (Roma) |

|                         |       |                       |
| Calderari 14, Quarta 12 | Punti | Cintioli 14, Isola 11 |

| Arbitri: | Tassinari (Imola) Turchi (Reggio Emilia) |

|                                      |       |                                          |
| Garelli 22, Capriotti 10, Scarpati 9 | Punti | Calderari 16, Quarta 13, Pentassuglia 13 |

| Arbitri: | Micali (Reggio Calabria) Sottile (Catania) |

|                                     |       |              |
| Giuri G. 17, Pennetta 11, Quarta 10 | Punti | Minervini 14 |

| Arbitri: | Montanari (Forlì) Degli Esposti (Bologna) |

|                        |       |                                   |
| Del Conte 13, Favia 11 | Punti | Quarta 12, Calderari 12, Aversa10 |

| Arbitri: | Totaro (Palermo) Colasante (Avellino) |

|                                            |       |                                   |
| Pentassuglia 18, Giuri V. 15, Calderari 14 | Punti | Puglisi 15, Trovato 13, Tumino 11 |

| Arbitri: | Massaro (Napoli) Mazzarino (Salerno) |

|                       |       |                              |
| Modica 25, Allegra 25 | Punti | Giuri V. 26, Pentassuglia 17 |

| Arbitri: | Bonaccorsi (Messina) Pluchino (Ragusa) |

|                                         |       |                                |
| Calderari 18, Guadalupi 12, Pennetta 11 | Punti | Ugatti 17, Rescia 9, Perrone 9 |

| Arbitri: | Candullo (Messina) Mollura (Messina) |

|                                          |       |                            |
| Quarta 23, Pentassuglia 15, Calderari 14 | Punti | Napolitano 21, Masiello 13 |

| Arbitri: | Spampinato (Catania) Sottile (Catania) |

|                         |       |                                         |
| Viglione 18, Querente 9 | Punti | Quarta 18, Giuri G. 14, Pentassuglia 12 |

| Arbitri: | Rastelli (Roma) Matiz (Civitavecchia) |

|                         |       |                                     |
| Calderari 19, Quarta 14 | Punti | Milanesi 12, Brancato 11, Abbate 10 |

| Arbitri: | Izzo (Roma) Di Galante (Roma) |

|                                   |       |                                          |
| Isola 20, Cintioli 11, Migneco 11 | Punti | Quarta 19, Calderari 10, Pentassuglia 10 |

| Arbitri: | Rastelli (Teramo) Montanari (Forli) |

|                         |       |                                     |
| Quarta 17, Calderari 13 | Punti | Capriotti 19, Garelli 9, Alemanni 9 |

| Arbitri: | Castagnoli (Roma) Giorgi (Roma) |

|                                          |       |                                        |
| Tizzano 16, Scillitani 12, Gasparelli 10 | Punti | Calderari 17, Giuri G. 12, Giuri V. 10 |

| Arbitri: | Trentini (Ferrara) Mingozzi (Ferrara) |

|                        |       |                                |
| Giuri G. 18, Quarta 15 | Punti | Loconsole 18, Favi 8, Matera 8 |

| Arbitri: | Mazzarino (Salerno) Massese (Formia) |

|                                  |       |                                        |
| Trovato 19, Tumino 22, Puglisi 9 | Punti | Calavita 15, Calderari 14, Giuri V. 13 |

| Arbitri: | Bernardi (Roma) Massese (Formia) |

|                                     |       |              |
| Quarta 32, Calavita 22, Giuri G. 20 | Punti | Modica M. 14 |

| Arbitri: | Stramaccioni (Viterbo) Massese (Formia) |

|                                    |       |                                       |
| Perrone 19, Tassoni 11, Petruzzi 8 | Punti | Calavita 19, Guadalupi 10, Giuri G. 9 |

## Fonti
La Gazzetta del Mezzogiorno edizione 1961-62